# Megalopyge braulio
Megalopyge braulio is een vlinder uit de familie van de Megalopygidae. De wetenschappelijke naam van de soort is voor het eerst geldig gepubliceerd door Schaus.